# Truck Driver
Truck Driver (B.J. and the Bear) è una serie televisiva statunitense girata alla fine degli anni 1970.

## Il contenuto
Stati Uniti, fine anni settanta. William McKay è un reduce della Guerra del Vietnam, che, sopravvissuto a quattro anni di guerra e prigionia, una volta tornato a casa ha trovato lavoro come autotrasportatore. Suo compagno d'avventura è lo scimpanzé Birra, che in Vietnam gli aveva salvato la vita e che BJ aveva deciso di tenere con sé. Il giovane trasporta ogni cosa gli commissionino, pertanto si ritrova spesso coinvolto in situazioni drammatiche e inoltre viene perseguitato dal perfido e corrotto sceriffo Lobo che in seguito si ravvederà e cambierà nella serie spin off Lobo a lui dedicata, nella quale William e Birra appaiono come guest star in tre episodi della prima stagione.

## Personaggi ed interpreti

### Personaggi principali
- B.J. McKay (47 episodi, 1978-1981), interpretato da Greg Evigan.
- Tenente Jim Steiger (17 episodi, 1979-1981), interpretato da Eric Server.
- Callie (16 episodi, 1980-1981), interpretato da Linda McCullough.
- Teri (15 episodi, 1981), interpretata da Candi Brough.
- Geri (15 episodi, 1981), interpretata da Randi Brough.
- Angie (15 episodi, 1981), interpretata da Sheila Wills.
- Samantha (15 episodi, 1981), interpretata da Amanda Horan Kennedy.
- Stacks (15 episodi, 1981), interpretata da Judy Landers.
- Cindy Grant (15 episodi, 1981), interpretata da Sherilyn Wolter.
- Capitano Rutherford T. Grant (15 episodi, 1981), interpretato da Murray Hamilton.

### Personaggi secondari
- Bullets (9 episodi, 1979-1981), interpretato da Joshua Shelley.
- Nick (9 episodi, 1981), interpretato da John Dullaghan.
- Tommy (8 episodi, 1979-1981), interpretata da Janet Julian.
- Stacy (7 episodi, 1979-1981), interpretata da Susan Woollen.
- Hammer (6 episodi, 1979-1981), interpretato da Charles Napier.
- Deke (6 episodi, 1979-1981), interpretato da Steven Reisch.
- Sceriffo Elroy P. Lobo (5 episodi, 1978-1979), interpretato da Claude Akins.
- Perkins (5 episodi, 1978-1979), interpretato da Mills Watson.
- Sergente Beauregard Wiley (5 episodi, 1979-1981), interpretato da Slim Pickens.
- The Fox (5 episodi, 1979-1981), interpretato da Conchata Ferrell.
- Higgins (5 episodi, 1979-1980), interpretato da Otto Felix.
- Capitano John Sebastian Cain (5 episodi, 1979-1980), interpretato da Ed Lauter.
- Honey (5 episodi, 1979-1981), interpretato da Angela Aames.
- Jason T. Willard (5 episodi, 1979-1981), interpretato da Jock Mahoney.
- Sceriffo Masters (4 episodi, 1979), interpretato da Richard Deacon.
- Riker (4 episodi, 1979-1981), interpretato da Bill McKinney.
- Cooley's Thug (4 episodi, 1979-1981), interpretato da Tony Epper.
- Birdwell 'Birdie' Hawkins (3 episodi, 1979), interpretato da Brian Kerwin.
- Snow White (3 episodi, 1979-1981), interpretato da Laurette Spang.
- Manny (3 episodi, 1979-1981), interpretato da Bert Rosario.
- Chattanooga (3 episodi, 1979-1981), interpretato da Sonia Manzano.
- Leather (3 episodi, 1979-1981), interpretata da Carlene Watkins.
- Angel (3 episodi, 1979-1981), interpretato da Daryle Ann Lindley.
- Margaret Ellen (3 episodi, 1979-1981), interpretata da Janet Curtis-Larson.
- Ralph Mackenzie (3 episodi, 1979-1981), interpretato da John Lupton.
- Dolly Reed (3 episodi, 1979-1981), interpretata da Pamela Susan Shoop.
- Schaeffer (3 episodi, 1980-1981), interpretato da Michael Mancini.

## Episodi
| Stagione         | Episodi | Prima TV USA | Prima TV Italia |
| ---------------- | ------- | ------------ | --------------- |
| Prima stagione   | 11      | 1978-1979    |                 |
| Seconda stagione | 21      | 1979-1980    |                 |
| Terza stagione   | 15      | 1981         |                 |

## Distribuzione
In Italia giunse nell'aprile del 1982, trasmesso bisettimanalmente da Retequattro. A fine anni ottanta passò al prime time domenicale su TMC.